# Hessel Posthuma sr.
Hessel Posthuma sr. (Harlingen, 8 mei 1887 - Leeuwarden, 20 november 1969) was een Nederlandse politicus.
Posthuma was een voorman van de Christelijk-Democratische Unie, die voor die partij en na de oorlog (na de fusie met SDAP en VDB) voor de PvdA in de Tweede Kamer zat. Hij was de zoon van een kruidenier. Hij werkte bij de gemeentepolitie in Amsterdam en was verzekeringsagent. Hij trok zich al op jonge leeftijd - mede vanuit zijn christelijke overtuiging - het lot van de arme (Friese) plattelandsbevolking aan en werd actief in de Christelijk-Sociale Partij en de CHU. Hij was onder andere Statenlid en gemeenteraadslid in Leeuwarden, en secretaris van de CDU. In de Tweede Kamer sprak hij over uiteenlopende onderwerpen.

## Familie
Zijn zoon Hessel Posthuma jr. was voor de PvdA burgemeester van Opsterland en Deventer.
- Biografisch Portaal: 18311601
- International Standard Name Identifier: 0000 0003 9508 8430
- Nederlandse Thesaurus van Auteursnamen: 241664047
- Parlement.com: vg09ll4yujzs
- Virtual International Authority File: 289705634
- WorldCat: E39PBJppBQDYKRXrthK9gktkDq